# Elezioni presidenziali in Polonia del 2025
Le elezioni presidenziali in Polonia del 2025 si sono tenute il 18 maggio (I turno) per il rinnovo della Presidenza del Paese.
Poiché, tuttavia, nessuno dei candidati ha ottenuto la maggioranza assoluta al primo turno, un ulteriore turno di votazioni si è tenuto il 1º giugno, da cui è infine emerso vincitore, in seguito a proiezioni molto ravvicinate, Karol Nawrocki (precedentemente giunto secondo), con il 50,89% delle preferenze.
Il presidente uscente, Andrzej Duda, non ha potuto candidarsi a causa del limite costituzionale di due mandati consecutivi.

## Sistema elettorale
Per le elezioni presidenziali, la legge elettorale polacca (definita in parte anche dalla Costituzione, Art. 127) prevede l’applicazione di un sistema maggioritario a doppio turno: per essere eletti, infatti, è necessaria la maggioranza assoluta delle preferenze (50%+1). Tuttavia, qualora ciò non avvenga, si attua un secondo turno di votazione tra i primi due candidati entro due settimane dal precedente.
Per presentarsi ufficialmente come candidato, infine, la legge fondamentale richiede anche che, oltre ad essere cittadini ed a rispettare i vari requisiti (almeno 35 anni ed in pieno godimento dei propri diritti civili e politici), si sia supportati da una petizione sottoscritta da almeno 100 000 elettori.

## Risultati
| Karol Nawrocki      | Indipendente (IND)                                            | 5 790 804  | 29,54 | 10 606 877 | 50,89 |  |  |  |
| Rafał Trzaskowski   | Coalizione Civica (KO)                                        | 6 147 797  | 31,36 | 10 237 286 | 49,11 |  |  |  |
| Sławomir Mentzen    | Nowa Nadzieja-Confederazione Libertà e Indipendenza (NN-KWiN) | 2 902 448  | 14,81 |            |       |  |  |  |
| Grzegorz Braun      | Confederazione della Corona Polacca (KKP)                     | 1 242 917  | 6,34  |            |       |  |  |  |
| Szymon Hołownia     | Polonia 2050-Terza Via (P2050-TD)                             | 978 901    | 4,99  |            |       |  |  |  |
| Adrian Zandberg     | Partia Razem (Razem)                                          | 952 832    | 4,86  |            |       |  |  |  |
| Magdalena Biejat    | La Sinistra (LEWICA)                                          | 829 361    | 4,23  |            |       |  |  |  |
| Krzysztof Stanowski | Indipendente (IND)                                            | 243 479    | 1,24  |            |       |  |  |  |
| Joanna Senyszyn     | Indipendente (IND)                                            | 214 198    | 1,09  |            |       |  |  |  |
| Marek Jakubiak      | Federazione per la Repubblica (FdR)                           | 150 698    | 0,77  |            |       |  |  |  |
| Artur Bartoszewicz  | Indipendente (IND)                                            | 95 640     | 0,49  |            |       |  |  |  |
| Maciej Maciak       | Indipendente (IND)                                            | 36 371     | 0,19  |            |       |  |  |  |
| Marek Woch          | Attivisti del Governo Locale Extrapartitici (BS)              | 18 338     | 0,09  |            |       |  |  |  |
| Totale              | Totale                                                        | 19 603 784 | 100   | 20 844 163 | 100   |  |  |  |
|                     |                                                               |            |       |            |       |  |  |  |
| Voti non validi     | Voti non validi                                               | 85 813     | 0,44  | 189 294    | 0,90  |  |  |  |
| Votanti             | Votanti                                                       | 19 689 597 | 67,31 | 21 033 457 | 71,63 |  |  |  |
| Elettori            | Elettori                                                      | 29 252 340 |       | 29 363 722 |       |  |  |  |

| Rafał Trzaskowski   |  | 31,36% |
| Karol Nawrocki      |  | 29,54% |
| Sławomir Mentzen    |  | 14,81% |
| Grzegorz Braun      |  | 6,34%  |
| Szymon Hołownia     |  | 4,99%  |
| Adrian Zandberg     |  | 4,86%  |
| Magdalena Biejat    |  | 4,23%  |
| Krzysztof Stanowski |  | 1,24%  |
| Joanna Senyszyn     |  | 1,09%  |
| Marek Jakubiak      |  | 0,77%  |
| Artur Bartoszewicz  |  | 0,18%  |
| Maciej Maciak       |  | 0,19%  |
| Marek Woch          |  | 0,18%  |

| Karol Nawrocki    |  | 50,89% |
| Rafał Trzaskowski |  | 49,11% |